# Rubén Iván Martínez
Pour les articles homonymes, voir Ivan, Ruben, Martinez et Andrade.
Rubén Iván Martínez Andrade, né le 22 juin 1984 à Coristanco en Espagne, est un footballeur espagnol qui évolue comme gardien de but au sein de l'AEK Larnaca.

## Biographie
Gardien du FC Barcelone B entre 2002 et 2004, il devient le troisième gardien de l'équipe première entre 2004 et 2007 mais ne dispute que trois matchs officiels à la suite de l'expulsion de Víctor Valdés et des blessures d'Albert Jorquera.
Libre à l'issue de son contrat, Rubén Martínez quitte le Deportivo La Corogne pour signer un contrat d'un an au CA Osasuna le 5 juillet 2018.

## Palmarès

### Clubs
FC Barcelone
- Champion d'Espagne en 2005. (2 matchs disputés)

 RSC Anderlecht
- Champion de Belgique en 2017. (1 match disputé)

 CA Osasuna
- Segunda División en 2019. (35 matchs disputés)

### Équipe nationale
Espagne
- Vainqueur des Jeux méditerranéens en 2005.
- Finaliste de la Coupe du monde des moins de 20 ans en 2003.